# Opius euryanthe
Opius euryanthe är en stekelart som beskrevs av Fischer 1968. Opius euryanthe ingår i släktet Opius och familjen bracksteklar. Inga underarter finns listade i Catalogue of Life.